# Cantonul Mazières-en-Gâtine
Cantonul Mazières-en-Gâtine este un canton din arondismentul Parthenay, departamentul Deux-Sèvres, regiunea Poitou-Charentes, Franța.

## Comune
| Comune                  | Populație (1999) | Cod poștal | Cod INSEE |
| ----------------------- | ---------------- | ---------- | --------- |
| Beaulieu-sous-Parthenay | 671              | 79420      | 79029     |
| La Boissière-en-Gâtine  | 223              | 79310      | 79040     |
| Clavé                   | 347              | 79420      | 79092     |
| Les Groseillers         | 62               | 79220      | 79139     |
| Mazières-en-Gâtine      | 999              | 79310      | 79172     |
| Saint-Georges-de-Noisné | 709              | 79400      | 79253     |
| Saint-Lin               | 368              | 79420      | 79267     |
| Saint-Marc-la-Lande     | 358              | 79310      | 79271     |
| Saint-Pardoux           | 1.589            | 79310      | 79285     |
| Soutiers                | 267              | 79310      | 79318     |
| Verruyes                | 914              | 79310      | 79345     |
| Vouhé                   | 375              | 79310      | 79354     |